# Postherpetisk neuralgi
Bältros inkl. akut bältrossmärta kan följas av postherpetisk neuralgi (PHN), en nervsmärta som kvarstår i det område där man tidigare har haft bältros.

## Epidemiologi
PHN är den vanligaste långvariga komplikationen av bältros och den vanligaste nervsmärtan till följd av en infektion. Ungefär en femtedel av patienterna med bältros rapporterar viss smärta vid tre månader efter symtomdebut av bältros och 15% rapporterar smärta efter två år. Sjukdomen drabbar främst äldre. Frekvenserna för både bältros och PHN ökar med åldern.

## Etiologi
Nervsmärtan föregås av en bältrosinfektion.

## Patogenes
Nervsmärtan är en direkt följd av den perifera nervskadan som kan uppstå vid en bältrosinfektion.

## Klinisk bild
Smärta i samband med PHN förekommer på tre olika sätt:
- Spontan smärta (t.ex. kontinuerlig brännande smärta).
- Anfallsvis skjutande eller elektrisk-stöt-liknande smärta.
- Ökat svar vid lätt beröring och andra oskyldiga stimuli (s.k. mekanisk allodyni) eller vid skadliga stimuli (s.k. mekanisk hyperalgesi).[1]

Även svidande och molande smärta förekommer.
Utöver smärta enligt ovan har patienterna känselstörningar (t.ex. domningar, klåda och parestesier).
Typiskt är en ensidigt dermatom-formad smärta som kvarstår minst 90 dagar efter uppkomsten av de akuta bältros-utslagen.
Den vanligaste lokalisationen av smärtan är inom cervico-thorakala dermatom, i andra hand lumbala dermatom och i övre grenen av trigeminusnerven (den femte kranialnerven).

## Diagnostik
Diagnosen grundas på anamnes (bl.a. bältrosinfektion i sjukhistorien) och status (bl.a. neuroanatomiskt korrelerbar smärtutbredning och störning inom somatosensoriska nervsystemet).

## Behandling

### Prevention
Det finns vaccin mot bältros. De minskar risken för bältros och för att du ska ha ont länge om du ändå skulle få sjukdomen. 
I en placebokontrollerad studie, där låg dos amitriptylin påbörjades strax efter bältros-diagnosen och fortsatte i 90 dagar, minskade signifikant förekomsten av smärta vid 6 månader. Dock krävs ytterligare studier för att bekräfta detta resultat.

### Farmakologisk smärtbehandling
Det finns för närvarande ingen sjukdomsmodifierande behandling för PHN. Således är behandlingen baserad på symptomkontroll:
- Första-hands-behandling vid mild smärta är lokalbehandling med 5 % lidokainplåster (eller ev. capsaicin).
- När smärtan är måttlig eller svår, kan lokalbehandlingen ibland även kombineras med orala läkemedel enligt nedan (dock ej vid sköra patienter).
- Orala läkemedel är s.k. tricykliska antidepressiva (ex. amitriptylin) och / eller s.k. antiepileptiska läkemedel (gabapentin, eller pregabalin). De antiepileptiska läkemedlen har en effekt som liknar den hos tricykliska antidepressiva, men utgör en lägre risk för allvarliga biverkningar.

I kliniska prövningar av tillgängliga behandlingar har färre än hälften av patienterna med PHN en 50% eller större minskning av smärta.
De orala medlen har systemiska och kognitiva biverkningar, som kan förstärkas hos äldre patienter. Biverkningar är också vanliga, särskilt hos äldre patienter (bland vilka PHN är vanligast). Med tanke på ålder och mediciner mot andra sjukdomar, krävs särskild försiktighet vid förskrivning av läkemedel för dessa patienter.

### Icke-farmakologisk behandling
Data från rigorösa studier av icke-farmakologiska behandling vid PHN saknas. Möjligen kan TENS prövas.

## Prognos
PHN innebär oftast mångåriga konstanta besvär, som hos enstaka patienter försvinner spontant. Behandling av postherpetisk smärta kan också behövas i flera år eller i ännu längre perioder. Patienter med nervsmärta vid PHN har minskad livskvalitet, fysisk funktion och psykiskt välbefinnande. PHN orsakar ett stort lidande och resulterar i en hälso- och sjukvårdsbörda på både individ- och samhällsnivå.
Regelbunden uppföljning behövs för att bedöma smärtlindring, biverkningar, tillfredsställelse med behandlingen och aktiviteter i det dagliga livet. Remiss till en smärtspecialist bör också övervägas.